# 革新都政をつくる会
革新都政をつくる会（かくしんとせいをつくるかい）は、東京都の日本の政治団体（地域政党）。1982年に結成。旧称「革新都政再建をめざす各界連絡会」、「ふたたび革新都政をめざす会」。1967年につくられた「明るい革新都政をつくる会」を前身とする。
「首都東京に革新都政を再建するための運動を行う」を掲げ、東京都知事選挙で革新候補を諸団体・個人と共同で推す共闘会議。現在、同会に参加している政党は日本共産党のみである。

## 沿革

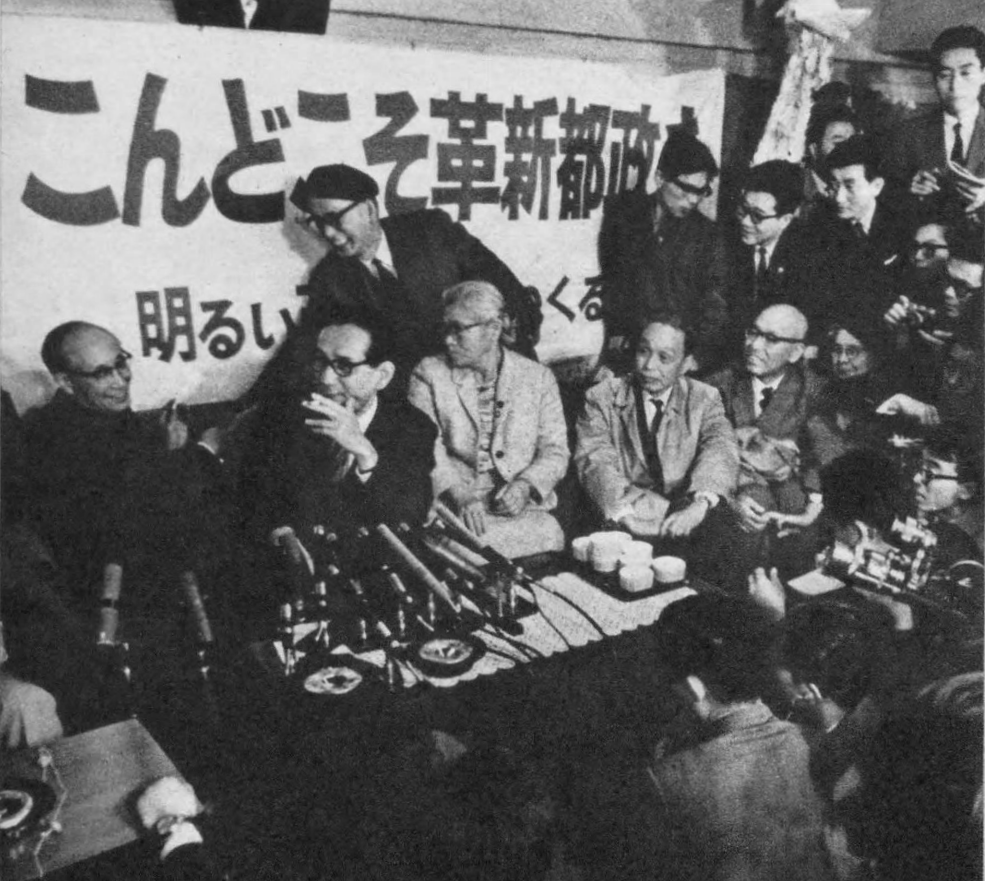
1967年4月、美濃部亮吉は東京都知事選挙に初当選した。美濃部の支援団体である「明るい革新都政をつくる会」の選挙事務所。

日本社会党からの東京都知事選挙への出馬要請を断り続けていた美濃部亮吉は1967年2月25日、学士会館で幹部、総評幹部と会い、党からの要請をついに受諾した。同年3月16日、美濃部の支援団体「明るい革新都政をつくる会」の結成総会が千代田区の九段会館で開かれた。代表委員に大内兵衛、市川房枝、海野普吉、中野好夫、松本清張、柳田謙十郎の6人が選出された。会は、この6人を中心とした代表委員会で運営され、その下に参加団体から選ばれた19人で構成される幹事会を置き、さらにその下で社会党、共産党など各党が活動することが定められた。当時は画期的な試みだった。代表委員はその後、佐々木更三、野坂参三、堀井利勝、佐藤芳夫、東山千栄子、野上弥生子、平塚らいてうが加わり計13人になった。4月16日、開票が行われ、社会・共産推薦の美濃部が民社・自民推薦の松下正寿を小差で破り、東京都史上初めての革新都政が誕生した。
1979年の東京都知事選挙に美濃部は出馬せず引退。社会・共産2党は後継に総評議長の太田薫を擁立したが、太田は元東京都副知事（当時の知事は東龍太郎）の鈴木俊一に敗れ、都知事の座は保守陣営が奪還した。
1982年、再びの革新都政への転換を望む市民団体により、「明るい革新都政をつくる会」の歴史や伝統を継承した「革新都政再建をめざす各界連絡会」が結成された。さらに1987年に「ふたたび革新都政をめざす会」に改められた後、1998年11月、「革新都政をつくる会」に改称した。
現在56団体が加盟し、東京都豊島区南大塚の東京労働会館内に事務所を構えている。

## 歴代の推薦候補者
| 都知事 選挙年     | 候補者名   | 年齢 | 所属 党派 | 新旧 | 推薦・支持党派                                                 | 得票数      | 得票率 | 順位 （当落） |
| ----------------- | ---------- | ---- | --------- | ---- | -------------------------------------------------------------- | ----------- | ------ | ------------- |
| 1967年 (昭和42年) | 美濃部亮吉 | 63   | 無所属    | 新   | 社会党・共産党                                                 | 2,200,389票 | %      | 1位 （当選）  |
| 1971年 (昭和46年) | 美濃部亮吉 | 67   | 無所属    | 現   | 社会党・共産党                                                 | 3,615,299票 | %      | 1位 （当選）  |
| 1975年 (昭和50年) | 美濃部亮吉 | 71   | 無所属    | 現   | 社会党・共産党・公明党                                         | 2,688,566票 | %      | 1位 （当選）  |
| 1979年 (昭和54年) | 太田薫     | 67   | 無所属    | 新   | 社会党・共産党                                                 | 1,541,594票 | %      | 2位 （落選）  |
| 1983年 (昭和58年) | 松岡英夫   | 70   | 無所属    | 新   | 社会党・共産党                                                 | 1,482,169票 | %      | 2位 （落選）  |
| 1987年 (昭和62年) | 畑田重夫   | 63   | 無所属    | 新   | 共産党                                                         | 698,919票   | %      | 3位 （落選）  |
| 1991年 (平成3年)  | 畑田重夫   | 67   | 無所属    | 新   | 共産党                                                         | 421,775票   | %      | 3位 （落選）  |
| 1995年 (平成7年)  | 黒木三郎   | 73   | 無所属    | 新   | 共産党                                                         | 284,387票   | %      | 5位 （落選）  |
| 1999年 (平成11年) | 三上満     | 67   | 無所属    | 新   | 共産党                                                         | 661,881票   | 12.11% | 5位 （落選）  |
| 2003年 (平成15年) | （なし）   |      |           |      |                                                                |             |        |               |
| 2007年 (平成19年) | 吉田万三   | 59   | 無所属    | 新   | 共産党                                                         | 629,549票   | 11.43% | 3位 （落選）  |
| 2011年 (平成23年) | 小池晃     | 50   | 無所属    | 新   | 共産党                                                         | 623,913票   |        | 4位 （落選）  |
| 2012年 (平成24年) | （なし）   |      |           |      |                                                                |             |        |               |
| 2014年 (平成26年) | 宇都宮健児 | 67   | 無所属    | 新   | 共産党・社民党・新社会党 緑の党                                | 982,594票   | 20.18% | 2位 （落選）  |
| 2016年 (平成28年) | 鳥越俊太郎 | 76   | 無所属    | 新   | 共産党・社民党・新社会党 民進党・生活の党・緑の党 生活者ネット | 1,346,103票 | 20.56% | 3位 （落選）  |
| 2020年 (令和2年)  | 宇都宮健児 | 73   | 無所属    | 新   | 共産党・社民党・新社会党 緑の党・立憲民主党                    | 844,151票   | 13.76% | 2位 （落選）  |